# Cevio
Cevio é uma comuna da Suíça, no Cantão Tessino, com cerca de 1.266 habitantes. Estende-se por uma área de 151,45 km², de densidade populacional de 8 hab/km². Confina com as seguintes comunas: Bedretto, Bosco/Gurin, Brione, Campo, Cerentino, Formazza (IT-VB), Lavizzara, Linescio, Maggia.
A língua oficial nesta comuna é o Italiano.